# Costus gabonensis
Costus gabonensis är en enhjärtbladig växtart som beskrevs av Jean Koechlin. Costus gabonensis ingår i släktet Costus och familjen Costaceae.
Artens utbredningsområde är Gabon. Inga underarter finns listade.